# Renée Marlin-Bennett
Renée Marlin-Bennett (* 29. September 1959) ist eine US-amerikanische Politikwissenschaftlerin, die als Professorin an der Johns Hopkins University forscht und lehrt. Ihre Forschungsinteressen gelten den Internationalen Beziehungen, der internationalen Politischen Soziologie und der globalen Politischen Ökonomie.
Marlin-Bennett machte 1981 den Bachelor-Abschluss (Internationale Beziehungen) am Pomona College in Claremont (Kalifornien). 1983 legte sie das Master-Examen (Politikwissenschaft) am Massachusetts Institute of Technology (MIT) ab, dort wurde sie 1987 zur Ph.D. promoviert. Danach war sie bis 1993 Assistant Professor, dann bis 2005 Associate Professor und schließlich Full Professor an der American University in Washington D.C. 2007 wechselte sie an die Johns Hopkins University in Baltimore.
Sie war Gründungs-Chefredakteurin der Oxford Research Encyclopedia of International Studies.

## Schriften (Auswahl)
- Herausgegeben mit J.P. Singh und Madeline Carr: Science, technol ogy, and art in international relations. Routledge, New York 2019, ISBN 978-1-138-66894-2.
- Als Herausgeberin: Alker and IR. Global studies in an interconnected world. Routledge, Abingdon/New York 2012, ISBN 978-0-415-61597-6.
- Knowledge power. Intellectual property, information, and privacy. Lynne Rienner Publishers, Boulder 2004, ISBN 1-58826-256-1.
- Food fights. International regimes and the politics of agricultural trade disputes. Gordon and Breach, Langhorne 1993, ISBN 2-88124-588-9.